# Umma (film)
Umma è un film del 2022 scritto e diretto da Iris K. Shim.
Le attrici principali sono Sandra Oh e Fivel Stewart, che interpretano rispettivamente il ruolo di Amanda e Christie, mentre Sam Raimi è il produttore del film. La pellicola segue la storia di Amanda, una madre single che vive con la figlia in una fattoria isolata dove viene perseguitata dal fantasma della madre.
Umma ha ricevuto recensioni miste e negative da parte della critica, che ha elogiato la performance di Oh e i temi del film ma ha criticato l'abbondanza di cliché, la sceneggiatura, l'eccessivo affidamento ai jumpscare e la mancanza di tensione.

## Trama
Amanda è un'immigrata sudcoreana che vive in una fattoria insieme a sua figlia, senza usufruire delle moderne tecnologie. In seguito alla morte di sua madre, nel momento in cui le ceneri della donna le vengono recapitate, Amanda inizia a credere che lo spirito della terribile donna stia provando a impossessarsi di lei.

## Produzione
La realizzazione del film è iniziata nel gennaio 2020, frangente in cui è stata resa nota la presenza di Sandra Oh e Sam Raimi nelle rispettive vesti di attrice protagonista e produttore.

## Promozione
Il trailer ufficiale del film è stato distribuito a partire dal 1º marzo 2022.

## Distribuzione
Il film è stato distribuito il 18 marzo 2022 dalla Sony Pictures Releasing.

## Accoglienza

### Incassi
Nel primo weekend di proiezione negli Stati Uniti d'America Umma ha incassato 915 290 dollari, per un totale pari a 2 121 025 $. In totale il film ha incassato 2 232 593 dollari in tutto il mondo.

### Critica
Secondo l'aggregatore di recensioni Rotten Tomatoes, il film ha ottenuto un indice di apprezzamento del 33% e un voto di 5 su 10 sulla base di 40 recensioni. Il consenso critico del sito recita: «Nonostante la classica performance forte di Sandra Oh e i barlumi di potenziale della sceneggiatrice e regista Iris K. Shim, Umma è un'occasione persa piena di cliché». Su Metacritic, il film ha ottenuto un voto di 51 su 100 sulla base di 13 recensioni.